# Rosa Chacel Arimón
Rosa Chacel Arimón (Valladolid, 3 de juny de 1898 - Madrid, 27 de juliol de 1994) fou una escriptora espanyola de la Generació del 27.

## Biografia
Rosa Chacel Arimón, va néixer a Valladolid el 3 de juny de 1898, filla de Francisco Chacel, un militar amb inclinacions literàries i artístiques, i Rosa-Cruz Arimón, una mestra d'origen veneçolà. Nascuda al si d'una família liberal de classe mitja-alta, va créixer en un ambient que li va permetre desenvolupar una personalitat de gran independència, àmplia cultura literària (no s'ha de perdre vista que era reneboda de Zorrilla) i una autonomia de pensament poc freqüents en una nena que, a causa de la seva delicada salut, va rebre l'educació a casa, per part de la seva mare.
El mes de març de 1908 la família es trasllada a Madrid i van a viure a prop de la llar de la seva àvia materna, en el madrileny Barrio de las Maravillas. Aproximadament als onze anys, es matricula a l'Escola d'Arts i Oficis, i d'allí passa a l'Escola de la Llar i Professional de la dona, inaugurada poc després, per passar el 1915 a matricular-se a la Reial Acadèmia de Belles Arts de San Fernando, amb la finalitat d'estudiar escultura, tot i que abandonaria aquesta matèria el 1918. És en aquest moment quan coneix a qui serà el seu futur marit: el pintor Timoteo Pérez Rubio, i a una de les grans figures intel·lectuals d'aquella època: Ramón María del Valle-Inclán.
Des del seu ingrés a l'Escola Superior de Belles Arts de San Fernando comença a freqüentar fòrums de discussió i debat, com la cafeteria Granja del Henar, la Botillería de Pombo i l'Ateneo de Madrid (en aquest últim donarà la seva primera conferència titulada La dona i les seves possibilitats). Aquestes relacions li van permetre estar en contacte amb corrents literaris i filosòfics europeus del seu temps. També és per aquesta època (1918-1922) quan comença a col·laborar amb la revista ultraista avantguardista Ultra, i a establir amistat amb José Ortega y Gasset, Unamuno, Ramón Gómez de la Serna, o Juan Ramón Jiménez entre d'altres.
Va contreure matrimoni el 1922 amb el pintor Timoteo Pérez Rubio («Timo»), amb qui va tenir un fill: Carlos, nascut el 1930. Entre 1922 i 1927, es desenvolupa el que podríem anomenar la seva etapa europea, ja que han de traslladar la seva residència a Itàlia, gràcies a una beca obtinguda pel seu marit a la «Acadèmia d'Espanya» a Roma. Això la posa en contacte directe amb l'avantguardisme europeu.
El seu retorn a Espanya es produeix el 1927, quan en tornar a Madrid reprèn la vida literària deixada anys enrere, i entra en el cercle d'Ortega i Gasset, el que la duu a col·laborar amb revistes literàries com Revista de Occidente (en la qual va publicar dos relats Chinina Migone, 1928, i Juego de las dos esquinas, 1929; i un assaig Esquema de los problemas culturales y prácticos del amor, publicat el 1931), o La Gaceta Literaria, i, en el segon número de la revista Ultra veurà publicat el seu relat Les ciutats; també assisteix a tertúlies i publica la seva primera novel·la: Estación ida y vuelta (1930). És en aquest moment quan Ortega y Gasset, li va encarregar escriure una biografia de l'amant d'Espronceda, Teresa Mancha, per a una col·lecció anomenada Vidas extraordinarias del Siglo XIX, i que, titulat Teresa, es va acabar publicant el 1941 a Buenos Aires.

## La Guerra Civil
Mentre es viuen a Espanya moments de gran convulsió política, com ara el naixement de la Segona República Espanyola i, més tard, esclat de la Guerra Civil espanyola, Rosa Chacel va mantenir una actitud de col·laboració amb publicacions d'esquerra i subscriu manifests i convocatòries que es van dur a terme durant el primer any de la contesa, alhora que realitzava treballs com a infermera. Es va traslladar temporalment a Berlín, on coneix i estableix una profunda amistat amb el matrimoni Alberti-León el 1933, tractant de sortir de la crisi creativa provocada per la mort de la seva mare i de la crisi matrimonial amb el seu marit a causa de les infidelitats d'ell. Més tard, el 1936, Manuel Altolaguirre i Concha Méndez, li van publicar a l'editorial Héroe, el seu llibre de sonets A la orilla de un pozo, amb pròleg escrit per Juan Ramón Jiménez.
Per la seva part el seu marit va ser nomenat pel govern republicà president de la Junta para la Defensa del Patrimonio Artístico, i va ser el responsable que s'evacuessin els quadres del Museu del Prado durant la Guerra Civil, en un primer moment es van traslladar de Madrid a València, i després a Catalunya, i de nou d'allí a França i posteriorment a Suïssa. Rosa i el seu fill es traslladen durant aquesta època a Barcelona, València i finalment el 1937 a París, romanent, durant una breu etapa a Grècia (on coincideix amb Concha Albornoz i allotjant-se les dues a casa de l'escriptor Nikos Kazantzakis. El 1939, abans de marxar a l'exili, col·laborà activament en la revista Hora de España. En els seus diaris Alcancía, titulats també Ida y Vuelta (1982) i en el llibre Timoteo Pérez Rubio y sus retratos del jardín, l'autora fa referència a aquest període), però no pot estar tota la família reunida fins al final de la contesa el 1939, quan aconsegueixen reunir a l'exili, al Brasil, amb un parèntesi a Buenos Aires, amb la finalitat d'evitar que el seu fill Carlos arribés a desconèixer l'idioma espanyol. És durant aquestes estades a Buenos Aires quan publica la novel·la que experts han considerat la millor de la seva obra literària La Sinrazón (1960). D'altra banda, al Brasil, continua la seva activitat literària: tertúlies, col·laboracions en premsa escrita, traduccions del francès i l'anglès, i encara que no deixa d'escriure, es pot afirmar que el seu exili resultarà poc prolífic en l'aspecte narratiu i a més, a més, la situació econòmica de la família va arribar a ser compromesa.

## Retorn de l'exili
Es pot dir que el seu retorn a la pàtria es fa de forma esglaonada. El 1959 va aconseguir una beca de creació, que la John Simon Guggenheim Memorial Foundation li atorga, que la porta a residir durant dos anys a Nova York, el projecte és escriure un llibre d'assaigs eròtic-filosòfics,Saturnal, assaig que rescatarà el 1970. El més destacable del període novaiorquès és que durant el mateix, Chacel va travar una estreta amistat amb Victoria Kent, descobrint el nouveau roman i defensa en fòrums de renom l'art modern. En finalitzar la beca, al novembre de 1961 viatja a Espanya, romanent només fins a maig de 1963, tornant novament al Brasil. Malgrat que torna el 1970, no serà fins a 1973 quan torna a viure a Espanya, en aconseguir que se li atorgués una beca de creació per part de la Fundación Juan March, destinada a acabar Barrio de Maravillas. Però no és fins a 1977, data en què mor el seu marit, quan s'instal·la definitivament a Madrid, alternant mentrestant la seva residència entre Rio de Janeiro i la capital espanyola.
Amb l'arribada de la democràcia es produeixen canvis en les esferes literàries i culturals en general del país. Això fa que es produeixi un redescobriment de Rosa Chacel i es comenci a valorar la seva obra. Aquest procés coincideix amb una etapa de gran producció per part de l'autora, que publica i reedita moltes de les seves obres. Va publicar l'assaig La Confesión (1970). A l'any següent va sortir Saturnal. Va publicar els relats de Sobre el piélago (1951) i Ofrenda a una virgen loca, publica en un sol volum tres llibres: Icada, Nevada, Díada. I el 1976 va publicar Barrio de Maravillas, que en certa manera va suposar la seva consagració.
A la dècada dels anys 80, comença de nou una dura etapa en què l'autora torna a estar preocupada per la seva economia, cosa que el porta a escriure els guions per a RTVE d'una sèrie basada en la seva novel·la Teresa. Però la sèrie, ja aprovada, es va quedar sense filmar. El 1981 va publicar l'assaig Los títulos i la novel·la Novelas antes de tiempo. El 1984 va publicar Acrópolis i, Ciencias Naturales, que va tancar el cicle de Barrio de Maravillas. El 1986 es publica Rebañaduras i el 1989 Balaam, que és un llibre de contes infantils.
Va morir a Madrid, el 27 de juliol de 1994 i està enterrada al Panteó de Persones Il·lustres del Cementiri El Carmen de Valladolid.

## Reconeixement i Premis
Rosa Chacel va començar a tenir reconeixement oficial, poc després del seu retorn definitiu a Espanya. De fet es pot considerar que en rebre el Premi de la Crítica el 1976 per la seva obra Barrio de Maravillas, es produeix el reconeixement oficial de la seva obra.
La Universitat de la seva Valladolid natal la faràDoctor honoris causa el 1989.
El 1987 se li atorga el Premi Nacional de les Lletres Espanyoles.
El 1990 va rebre el Premi Castella i Lleó de les Lletres.
Finalment va rebre la Medalla d'Or al Mèrit en les Belles Arts, el 1993.

## Obra

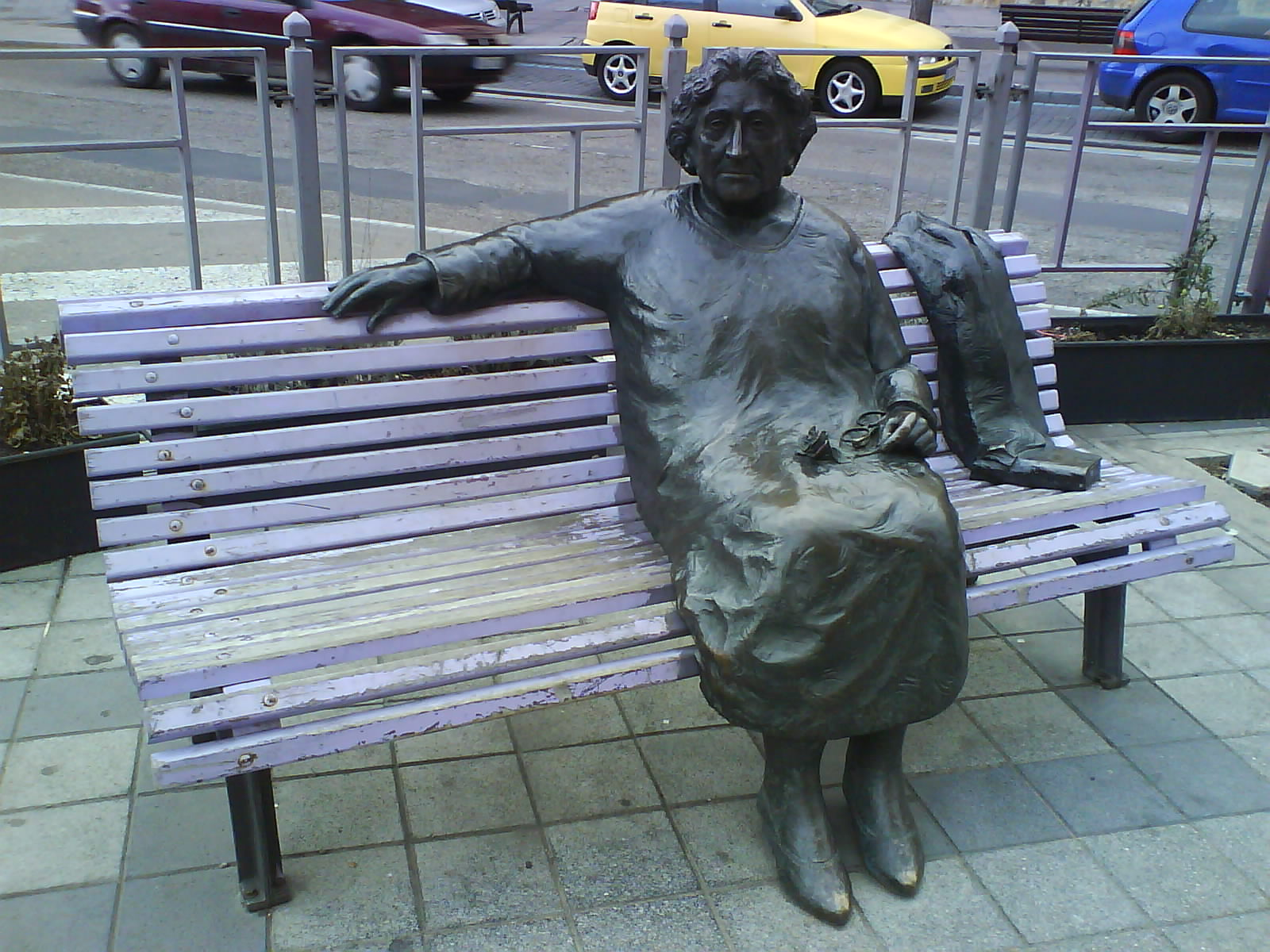
Rosa Chacel en el Poniente

### Novel·la
- Estación ida y vuelta, 1930, Madrid, Ulises. 1974: Madrid, CVS. 1986: Barcelona, Bruguera. 1989: Madrid, Cátedra (Letras Hispánicas; 307), edició de Shirley Mangini, reeditat el 1996. 1993: Barcelona, RBA. Col·leccionables. 1999: Barcelona, Espasa-Calpe.
- Teresa, 1941, Buenos Aires, Nuevo Romace. 2a edició: 1962, Madrid, Aguilar. 1981 i 1983: Barcelona, Bruguera. 1991: Barcelona, Mondadori. 1993: Barcelona, Cercle de Lectors (Mujeres de novela), pròleg d'Ana Rodríguez Fisher. 2007, Madrid, Consejería d'Educación i Visor (Letras Madrileñas Contemporáneas; 25), pròleg d'Ana Rodríguez Fisher.
- Memorias de Leticia Valle, 1945, Buenos Aires, Emecé. 1971: Barcelona, Lumen. NOTA: Filmada el 1980 per Miguel Ángel Rivas. 1980, 1981 i 1985: Barcelona, Bruguera. 1985: Barcelona, Seix Barral. 1988: Barcelona, Cercle de Lectors, introducció Luis Antoni de Villena i semblança biográfica Alberto Cousté. 1989: Madrid, Club Internacional del Libro. 1993, Barcelona, Lumen i Barcelona, Plaza & Janés (Ave Fénix; 172/2). 1994: Barcelona, Salvat. 1996, Barcelona, Editorial Planeta, 7a edciió el 1999. 2000: Barcelona, Lumen. 2005: Barcelona, Cercle de Lectors. 2006: edició gratuïta, Valladolid, Consejería de Cultura i Turismo (Premio Castilla y León de las Letras 1990). 2009: pròleg d'Elena Santiago, Palencia, Cálamo (Biblioteca Clásicos de Castilla y León; 18). 2009, Madrid, Herce. 2010: edició de Carmen Morán; Madrid, Iberoamericana Editorial, Cátedra Miguel Delibes; i Madrid, Diario Público (Voces críticas). Filmada el 1980 per Miguel Ángel Rivas.
- La Sinrazón, 1960, Buenos Aires, Losada. 2a edició: 1961, Andorra, Andorra la Vella. 1970: Barcelona, Andorra (Biblioteca Valira), pròleg de Julián Marías. 1977: Madrid, Albia. 1981: Barcelona, Bruguera.1986: Barcelona, Bruguera. 1989, Valladolid, Diputació i Centre de Creació i Estudis Jorge Guillén (Obra Completa; 1), estudi preliminar d'Ana Rodríguez Fischer. 1992: Madrid, Grupo Unido de Proyectos y Operaciones. 1994: Barcelona, Plaza & Janés (Ave Fénix; 172/4) [NOTA: 3 entrades en l'ISBN, amb les mateixes dades].
- Barrio de Maravillas, 1976, Barcelona, Seix Barral. 2a ed.: 1978. 3a ed.: 1978, 4a ed.: 1981. 1980 i 1985: Barcelona, Bruguera. 1986: Barcelona, Seix Barral. 1991: Barcelona, Seix Barral. 1993: Madrid, Castalia, edició, introducció i notas d'Anna Rodríguez Fischer i Barcelona, Plaza & Janés (Ave Fénix; 172/1). 1993: Barcelona, Cercle de Lectors, amb pròleg de Luis Antonio de Villena. 1994: Barcelona, Salvat. 1996: Barcelona, Cercle de Lectors. 1998: Barcelona, Planeta (IV vol. de l'Obra Completa). 2001: Barcelona, Bibliotex i Barcelona, Planeta.
- Novelas antes de tiempo, 1981, Barcelona, Bruguera. 1985: Barcelona, Bruguera.
- Acrópolis, 1984, Barcelona Seix Barral. 1994: Barcelona, Plaza & Janés (El Ave Fénix; 172/3).
- Ciencias naturales, 1988, Barcelona, Seix Barral. 1994: Barcelona, Plaza & Janés (El Ave Fénix; 172/7)

### Conte
- Sobre el piélago, 1952, Buenos Aires, Imán. 1992: Madrid, Ediciones Torremozas, introducció d'Ana Rodríguez Fischer.
- Ofrenda a una virgen loca, 1961, Mèxic, Universidad de Veracruz.
- Icada, Nevada, Diada, 1971, Barcelona, Seix Barral. Inclou els relats dels dos volúmens anteriors. 1982: Barcelona, Seix Barral.
- Balaam y otros cuentos, 1989, Relats infantils, Barcelona, Mondadori. 1993: Valladolid, Diputació de Valladolid, amb il·lustracions de Maria José P. Celinos.
- Narrativa Breve, 2003, edició de Carlos Pérez Chacel i Antonio Piedra, Valladolid, Fundación Jorge Guillén (Obra Completa; 7).

### Poesia
- A la orilla d'un pozo, 1936, Madrid, Héroe. Pròleg de Juan Ramón Jiménez. 1985: València, Editorial Pretextos.
- Versos prohibidos, 1978, Madrid, Caballo Griego para la Poesía.
- Poesía (1931-1991), 1992, Barcelona, Tusquets.

### Biografia i diaris
- Desde el amanecer, 1972, Madrid, Revista d'Occidente. Autobiografia. 1981: Barcelona, Bruguera. 1985, Barcelona, Seix Barral. 1991 i 1993, Madrid, Editorial Debate. 1997: Barcelona, Cercle de Lectors, pròleg d'Ana Rodríguez Fischer.
- Timoteo Pérez Rubio y sus retratos del jardín, 1980, Madrid, Cátedra
- Autobiografías, 2004, Valladolid, Fundación Jorge Guillén. Obra Completa, vol. 8

Diaris
- Alcancía I. Ida, 1982, Barcelona, Seix Barral. 1994: Barcelona, Plaza & Janés (El Ave Fénix; 172/5).
- Alcancía II. Vuelta, 1982, Barcelona, Seix Barral. 1994: Barcelona, Plaza & Janés (El Ave Fénix; 172/5).
- Alcancía, estación Termini, 1998, Valladolid, Junta de Castella i Lleó. Conselleria d'Educació i Cultura (Barrio de Maravillas), obra pòstuma, edició de Carlos Pérez Chacel i Antonio Piedra.
- Diarios, 2004 Valladolid, Fundación Jorge Guillén. Obra Completa, vol. 9.

### Assaig
- Poesía de la circunstancia. Cómo y porqué de la novela, 1958, Bahía Blanca, Universidad Nacional del Sur (El viento).
- La confesión, 1971, Barcelona, Edhasa. 1980: Barcelona, Edhasa.
- Saturnal, 1972 Barcelona, Seix Barral. 1991: Barcelona, Seix Barral.
- Los títulos, 1981, Barcelona, Edhasa.
- Rebañaduras, 1986, col·lecció d'artícles, seleccionada per Moisés Mori, Valladolid, Junta de Castella i Lleó. Conselleria d'Educació i Cultura (Barrio de Maravillas; 11).
- La lectura es secreto, 1989, Gijón, Ediciones Júcar.

### Traduccions (al castellà)
- Albert Camus (1913-1960) La peste (del francès La Peste). Ediciones: 1951, 1957, 1968, 1970, 1979, 1983, 1988, 1990, 1994, 1995, 2005, 2006.
- Jean Cocteau (1889-1963), Antígona (original francés Antigone) i Reinaldo y Armida (en francés Renaud et Armide. L'Épouse injustement soupçonnée), traducción de Miguel Alfredo Olivera per a la primera obra i de Miguel Alfredo Olivera i Rosa Chacel per a la segona obra; prefaci de Rosa Chacel, Buenos Aires, Emecé (Teatro del Mundo), 1952.
- Christopher Fry (1907-2005), La dama no es para la hoguera (de l'anglès The Lady's Not for Burning), traducció de Rosa Chacel, Buenos Aires, Editorial Sudamericana, 1955; Venus observada (en anglès Venus Observed, traducció de Rosa Chacel, Buenos Aires, Editorial Sudamericana, 1955.
- Nikos Kazantzakis (1885-1957), Libertad o muerte (en grec Kapetan Michalis Καπετάν Μιχάλης), versió castellana de Rosa Chacel, Buenos Aires, Carlos Lohlé, 1957.
- Renato Poggioli (1907-1963), Teoría del arte de vanguardia (en italià Teoria dell'arte d'avanguardia), traducció de Rosa Chacel, Madrid, Revista d'Occidente, 1964.
- J. B. Priestley (1894-1984), Edén término (en anglès Eden End); El retamal (Laburnum Grove); Cornelius, traducció de Rosa Chacel i Vera Macarow, Buenos Aires, Editorial Sudamericana, 1957.
- Jean Racine (1639-1699), Seis tragedias, traducció de Rosa Chacel, edición bilingüe, Madrid, Alfaguara (Clásicos Alfaguara; 32), 1983. Conté: Andrómaca (Andromaque en francès); Británico (Britannicus); Berenice (Bérénice); Bayaceto (Bajazet); Fedra (Phèdre o Phèdre et Hippolyte) i Atalía (Athalie).